# ديانا فافر
ديانا فافر (بالإنجليزية: Deanna Favre)‏ هي لاعب كرة قدم أمريكية أمريكية، ولدت في 28 ديسمبر 1968 في غولفبورت في الولايات المتحدة.

## وصلات خارجية
- ديانا فافر على موقع IMDb (الإنجليزية)